# Kluczbork (gmina)
Kluczbork – gmina miejsko-wiejska w województwie opolskim, w powiecie kluczborskim. W latach 1975–1998 gmina administracyjnie należała do województwa opolskiego.
Siedziba gminy to Kluczbork.
Według danych z 31 marca 2011 gminę zamieszkiwało 37 148 osób. Natomiast według danych z 31 grudnia 2019 roku gminę zamieszkiwało 35 938 osób.

## Struktura powierzchni
Według danych z roku 2002 gmina Kluczbork ma obszar 217 km², w tym:
- użytki rolne: 72%
- użytki leśne: 19%

Gmina stanowi 25,48% powierzchni powiatu.

## Demografia

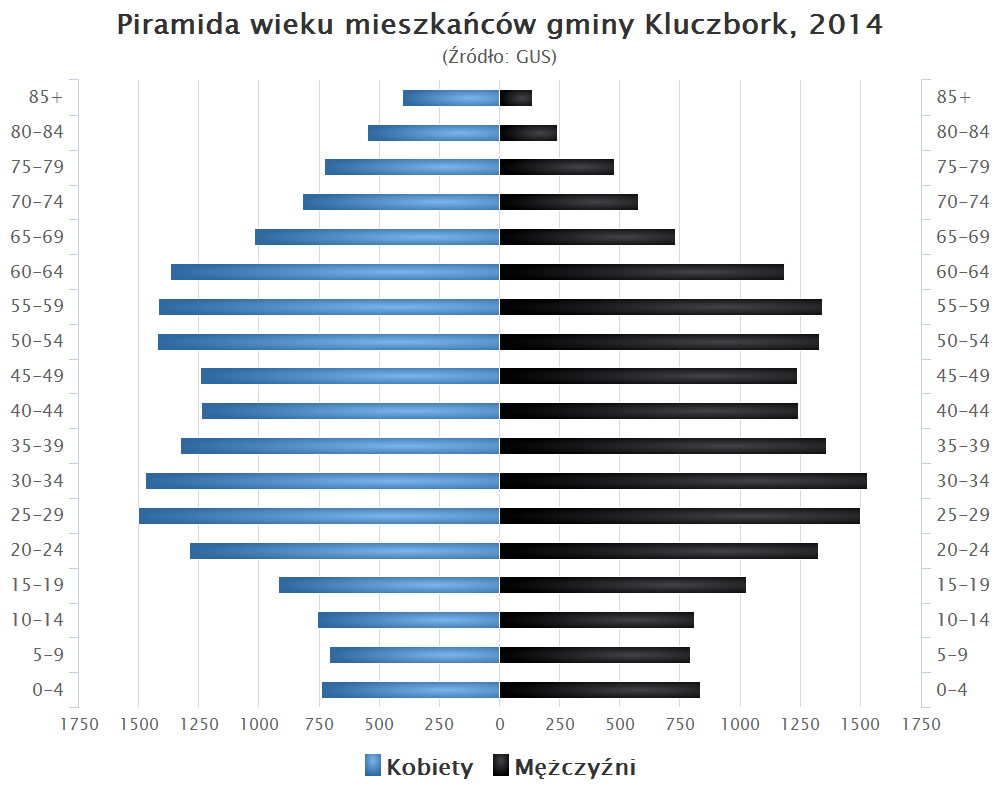
Piramida wieku mieszkańców gminy Kluczbork w 2014 roku

Dane z 30 czerwca 2004:
| Opis                              | Ogółem | Ogółem | Kobiety | Kobiety | Mężczyźni | Mężczyźni |
| --------------------------------- | ------ | ------ | ------- | ------- | --------- | --------- |
| jednostka                         | osób   | %      | osób    | %       | osób      | %         |
| populacja                         | 38 985 | 100    | 20 092  | 51,5    | 18 893    | 48,5      |
| gęstość zaludnienia (mieszk./km²) | 179,7  | 179,7  | 92,6    | 92,6    | 87,1      | 87,1      |

## Sołectwa
- Bażany
- Bąków
- Biadacz
- Bogacica
- Bogacka Szklarnia
- Bogdańczowice
- Borkowice
- Gotartów
- Krasków
- Krzywizna
- Kujakowice Dolne
- Kujakowice Górne
- Kuniów
- Ligota Dolna
- Ligota Górna
- Łowkowice
- Maciejów
- Nowa Bogacica
- Smardy Dolne
- Smardy Górne
- Stare Czaple
- Unieszów
- Żabiniec

## Miejscowości bez statusu sołectwa
- Brzezinka
- Chałupska
- Czaple Wolne
- Damnik
- Dobrzyny
- Drogomin
- Drzewiec
- Gotartów-Ogrodnictwo
- Korzeniaki
- Krasków (zniesiona kolonia)
- Ligota Zamecka
- Miłoszowice
- Zameczek

## Sąsiednie gminy
Byczyna, Gorzów Śląski, Lasowice Wielkie, Murów, Olesno